# Třída U 63
Třída U 63 byla třída středních ponorek německé Kaiserliche Marine z období první světové války. Celkem byly postaveny tři jednotky této třídy. Ve službě byly v letech 1916–1918. Sloužily pod vlajkou Rakousko-uherského námořnictva. Dvě byly za války potopeny, třetí po válce získala Velká Británie.

## Stavba
Ponorky třídy U 63 představovaly vylepšenou verzi třídy U 51, postavenou ve třech kusech německou loděnicí Germaniawerft v Kielu.
Jednotky třídy U 63:
| Jméno | Loděnice            | Založení kýlu | Spuštění na vodu | Vstup do služby | Osud |
| ----- | ------------------- | ------------- | ---------------- | --------------- | --- |
| U 63  | Germaniawerft, Kiel | 1915          | 8. února 1916    | březen 1916     | Od roku 1916 operovala jako U 63 pod Rakousko-uherskou vlajkou. Roku 1919 předána Velké Británii, sešrotována.                        |
| U 64  | Germaniawerft, Kiel | 1915          | 29. února 1916   | duben 1916      | Od roku 1916 operovala jako U 64 pod Rakousko-uherskou vlajkou. Dne 17. června 1918 potopena u Sardinie britskou šalupou HMS Lychnis. |
| U 65  | Germaniawerft, Kiel | 1915          | 21. března 1916  | květen 1916     | Od roku 1916 operovala jako U 65 pod Rakousko-uherskou vlajkou. Dne 28. října 1918 potopena vlastní posádkou.                         |

## Konstrukce
Ponorky měly dvojtrupou koncepci. Základní výzbroj tvořily dva 88mm kanóny TK L/30 C/08 a čtyři 500mm torpédomety (dva příďové a dva záďové) se zásobou osmi torpéd. Pohonný systém tvořily dva šestiválcové diesely Germania o výkonu 2200 bhp a dva elektromotory SSW o výkonu 1200 shp, pohánějící dva lodní šrouby. Nejvyšší rychlost dosahovala 16,5 uzlu na hladině a 9 uzlů pod hladinou. Dosah byl 8100 námořních mil při rychlosti 8 uzlů na hladině a 60 námořních mil při rychlosti 5 uzlů pod hladinou. Operační hloubka ponoru dosahovala 50 metrů. Doba ponoření byla 50 vteřin.

### Modifikace
Během služby přezbrojeny jedním 105mm kanónem.